# باربيكان (مشروب)
باربيكان (بالإنجليزية: Barbican) هي علامة تجارية من مشروبات الشعير غير الكحولية التي توزعها مجموعة العوجان للمشروبات (ACCBC). يباع المشروب بكثرة في الشرق الأوسط وشمال إفريقيا.
نظرًا لشعبية باربيكان في دول مجلس التعاون الخليجي، فقد أصبحت علامة تجارية عامة لمشروبات الشعير غير الكحولية. بسبب نكهة الفاكهة والشعير في باربيكان، يتم استخدامه في بعض الأحيان في تحضير الطعام والكوكتيلات والحلويات.

## التاريخ
تم تصنيع باربيكان في الأصل من قبل المملكة المتحدة مقرا لها باس بيرة. بدأت شركة العوجان للصناعات في استيراد الشراب للبيع في الشرق الأوسط في عام 1983. إلى جانب موسي السويسرية الصنع، كان باربيكان أول مشروب شعير غير كحولي يتم بيعه في المنطقة. أدت التغييرات في التصنيع إلى تعطيل إمدادات شركة باربيكان لشركة العوجان، وفي عام 1999، اشترت شركة العوجان علامة باربيكان التجارية في أسواق محددة. حصلت العوجان على سيطرتها الكاملة على باربيكان في عام 2010 وبدأت في تصنيعها في مصنع الشركة في دبي.
شكلت باربيكان 5 ٪ من إجمالي مبيعات العوجان في عام 2013.
يُباع باربيكان في ماليزيا. يتم استيرادها من المملكة العربية السعودية وتوزيعها بواسطة Coca-Cola Refreshments Malaysia. في 26 يوليو 2011، أعلن مجلس الفتوى الوطني الماليزي أن «باربيكان» لا يُسبب الإدمان على الكحول. ويحتوي على نسبة منخفضة من الكحول ولا يسبب سكري. أعلن المفتي بأن باربيكان حلال للاستهلاك من قبل المسلمين.

## نكهات
بصرف النظر عن مشروب الشعير الأصلي يُباع باربيكان في 8 نكهات. يباع باربيكان في 330 مل الزجاجات والعلب. لا تباع حبوب المانجو والعاطفة والرمان إلا في زجاجات.
- شراب الشعير
- خوخ
- التوت
- الفراولة
- العنب
- أناناس
- المانجو
- تفاحة
- رمان
- ليمون

## الآثار الصحية
كشفت دراسة أجريت عام 2015 أجرتها جامعة هاولر الطبية في أربيل بالعراق أنه «لم تحدث زيادة ملحوظة إحصائياً في حمض اليوريك البولي قبل وبعد استهلاك الباربيكان»، لكن «الكالسيوم البولي انخفض بشكل ملحوظ بعد الاستهلاك». لاحظ الباحثون أن الانخفاض في الكالسيوم البولي يحدث فقط بين الذكور العاديين الذين كانوا مستهلكين معتادين لباربيكان. سبب الانخفاض هو وجود الشعير.